# Киниписа
Киниписа (на английски: Quinipissa) е малка група от коренното население на Северна Америка, която, по време на идването на първите европейци, живее близо до делтата на река Мисисипи в Луизиана.

## История
Историята на киниписа започва и свършва в рамките на няколко години. През 1682 година Рене Робер Шевалие Сир дьо Ла Сал, слизайки по река Мисисипи, близо до делтата на реката, среща едно враждебно настроено племе, което се казва киниписа. През 1686 година Анри дьо Тонти, който тръгва по пътя на Ла Сал, успява да сключи мир с тях. Малко след това изглежда, че киниписа се присъединяват към муголаша и заедно двете племена се присъединяват към байогола под името муголаша. Когато през 1699 година Пиер Ле Мойн д’Ибервил посещава байогола установява, че вождът на муголаша носи същото име като на вожда на киниписа, който сключва мир с Тонти по-рано. Вождовете уверяват д′Ибервил, че не са чували нищо за киниписа, но той ги обвинява, че умишлено прикриват враждебните индианци. Уплашени от недоволството на французите, в една нощ на 1700 година, байогола нападат и избиват всички муголаша. Оттогава от историята изчезват, както киниписа, така и муголаша..